# Erich Jungmann

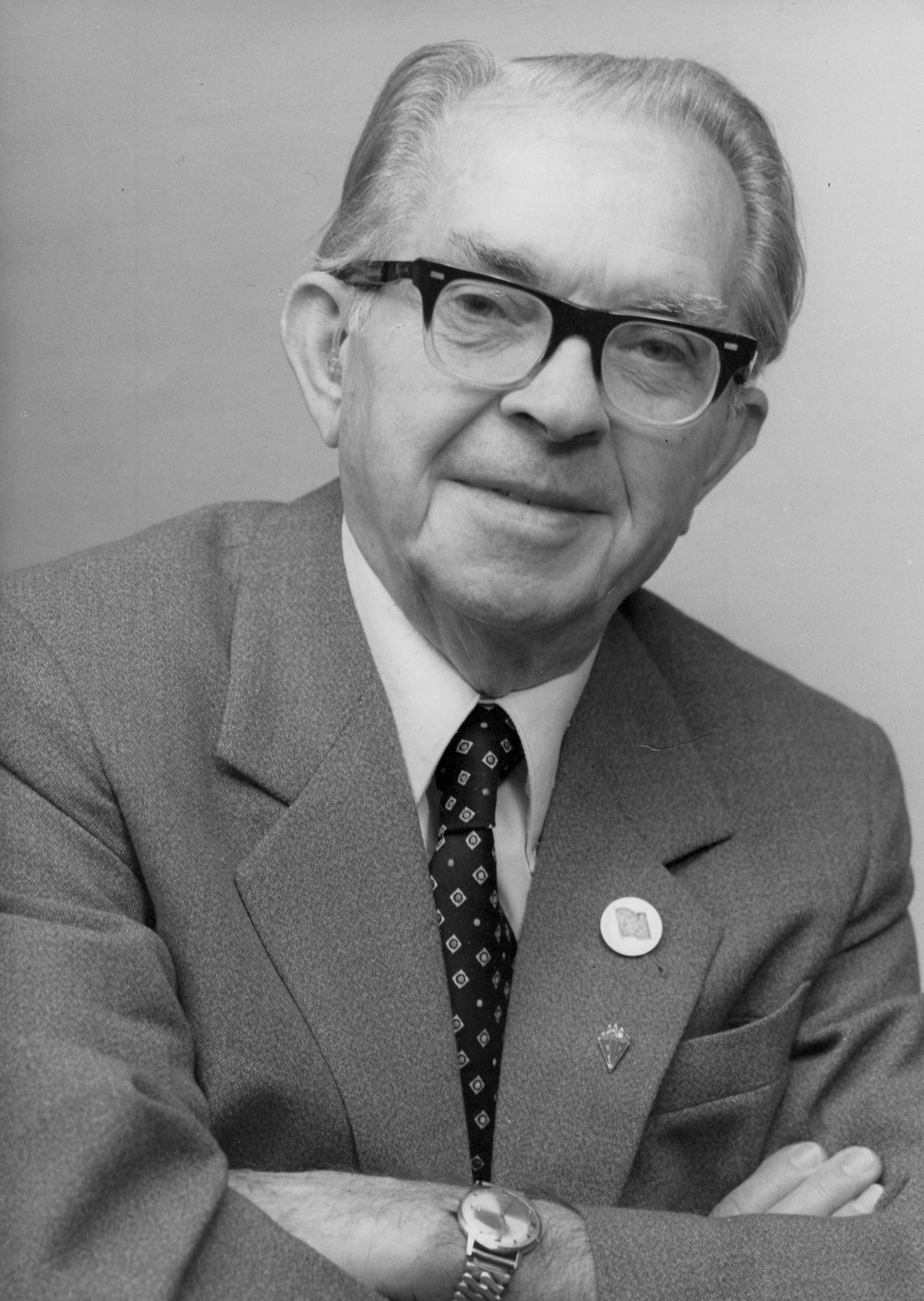
Erich Jungmann, 1982

 Erich Jungmann (* 31. Juli 1907 in Reichenberg; † 29. März 1986 in Ost-Berlin) war ein deutscher Politiker (KPD, SED).

## Leben und Wirken

### Jugend und Weimarer Republik (1907–1933)
Jungmann wurde 1907 als Sohn eines Fabrikarbeiters geboren. Die Mutter war Gärtnereiarbeiterin. Jungmann besuchte von 1914 bis 1922 die Volksschule. Von 1922 bis 1925 absolvierte er eine kaufmännische Lehre. Anschließend verdiente er seinen Lebensunterhalt als Angestellter (Expedient) in Radebeul und Dresden, später als Gärtnereiarbeiter.
1929 trat Jungmann in die Kommunistische Partei Deutschlands (KPD) ein, nachdem er bereits seit 1928 dem Kommunistischen Jugendverband (KJVD) angehört hatte. 1930 reiste er in die Sowjetunion. Nach seiner Rückkehr wurde er Sekretär der Reichs-Pionierleitung beim ZK des KJVD und 1932 Mitglied im Zentralkomitee der Partei. Anfang 1932 wurde Jungmann zum Jugendsekretär der KJVD-BL Niederrhein ernannt. Nach der Entmachtung der Neumann-Remmele-Anhänger um Kurt Müller und Alfred Hiller wurde er im August 1932 zum Orgleiter des ZK des KJVD bestellt.
Nach den Reichstagswahlen vom November 1932 zog Jungmann als Reichswahlvorschlag seiner Partei in den Berliner Reichstag ein, dem er bis zum März 1933 angehörte.

### Nationalsozialismus und Emigration (1933 bis 1945)
Während der ersten Monate der nationalsozialistischen Herrschaft gehörte Jungmann der illegalen KJVD-Leitung in Deutschland an. Als bekannter Kommunist wurde er schließlich zeitweise in Haft genommen. Nach seiner Freilassung 1934 emigrierte Jungmann, der im nationalsozialistischen Staat aufgrund seiner kommunistischen Einstellung stigmatisiert war, in die Sowjetunion. Dort arbeitete er zunächst als Referent im westeuropäischen Ländersekretariat der Kommunistischen Jugend-Internationale (KJI). Anschließend fungierte er von 1935 bis 1937 als Jugendleiter der KPD-Auslandsorganisation West in Amsterdam. Jungmann nahm am VII. Weltkongreß der Komintern (1935), am VI. Weltkongreß der KJI sowie an den Brüsseler (1935) und Berner (1939) Konferenzen der KPD teil. Dabei war er Mitvorsitzender des KJVD und Mitglied des KJVD-Sekretariats und der KPD-Auslandsleitung in Paris. 1937–1939 war er Mitarbeiter in der KPD-Auslandsleitung in Paris.
Bei Kriegsausbruch im September 1939 wurde Jungmann von den französischen Behörden verhaftet. Er wurde erst in Le Vernet, dann bis Januar 1942 in Les Milles bei Marseille interniert. Im März 1942 konnte er nach Mexiko ausreisen. Seine Entlassung aus dem Internierungslager und seine Ausreise verdankte er einer Intervention der Präsidentengattin Eleanor Roosevelt, die er als KJVD-Vertreter auf der Weltjugendkonferenz für Frieden 1938 in New York City kennengelernt hatte. In Mexiko war Jungmann Mitglied und Sekretär der dortigen KPD-Landesgruppe sowie Sekretär der Bewegung „Freies Deutschland“ und Herausgeber der gleichnamigen deutschsprachigen Monatszeitschrift für Südamerika Freies Deutschland. Neben Paul Merker und Alexander Abusch zählte er zu den wichtigsten Funktionären der deutschen kommunistischen Emigration in Mexiko.

### SBZ und DDR (1945 bis 1986)
1946 kehrte Jungmann aus dem Exil in Mexiko über Moskau in die sowjetische Besatzungszone (SBZ) Deutschlands zurück. Im Juli ließ er sich in Berlin nieder. Im Dezember 1946 übersiedelte er im Parteiauftrag in die Westzonen und wurde dort zunächst 2., dann 1. Sekretär der KPD-Landesleitung von Niedersachsen in Hannover. Von 1949 bis 1951 war er im Sekretariat des KPD-Parteivorstandes für das Ressort Massenorganisationen zuständig. In den Jahren 1949 bis 1950 war er zugleich Leiter des Sekretariats des Parteivorstandes der KPD. Als Hauptreferent der Abteilung Werbung und Schulung war er für rückkehrende Kriegsgefangene zuständig.
Im März 1951 wurde er im Zuge der Parteisäuberungen aus dem KPD-Parteivorstand entfernt, in die DDR abberufen und von allen Parteiämtern entbunden. Nach seiner Rückkehr in die DDR wurde er stellvertretender Chefredakteur der Märkischen Volksstimme, dann von 1952 bis 1953 Chefredakteur der Volkswacht in Gera. Im Zusammenhang mit dem Slánský-Prozess in Prag wurde er im Dezember 1952 „zionistischer Abweichungen im mexikanischen Exil“ beschuldigt. Am 22. Januar 1953 wurde Jungmann verhaftet und nach Berlin gebracht. Dort wurde er im Haus des geflohenen Leo Zuckermann festgehalten und vom Geheimdienst verhört, der ihn für das MfS anwarb. Jungmanns Ehefrau Rosl Liner (19. Dezember 1905 – 21. Mai 1974), eine Schwägerin von Egon Erwin Kisch, der mit ihrer Schwester Gisl Liner verheiratet war, verzweifelte an der Situation und unternahm einen Selbstmordversuch, den sie überlebte.
Am 4. April 1953 wurde Jungmann nach Gera entlassen, nachdem man ihn zuvor veranlasst hatte, belastende Aussagen gegen andere Genossen zu machen, z. B. über Adolf Buchholz. In der Folge wurde er aller Funktionen entbunden und zur „Bewährung“ in die industrielle Produktion versetzt. Zuletzt war er Leiter der Abteilung Arbeit in der Ostberliner HO-Verwaltung. 1956 wurde er durch die SED-Führung nichtöffentlich rehabilitiert. In den Jahren 1956 bis 1959 war Jungmann stellvertretender Chefredakteur der Berliner Zeitung. Im September 1959 begann er sich abermals in der Westarbeit der SED zu betätigen. Er wurde Mitglied des Zentralkomitees, Kandidat des Politbüros und Sekretär des Zentralkomitee der von der DDR aus operierenden illegalen KPD in der Bundesrepublik Deutschland. Mit der Konstituierung der DKP 1968 fand diese Arbeit ein Ende.

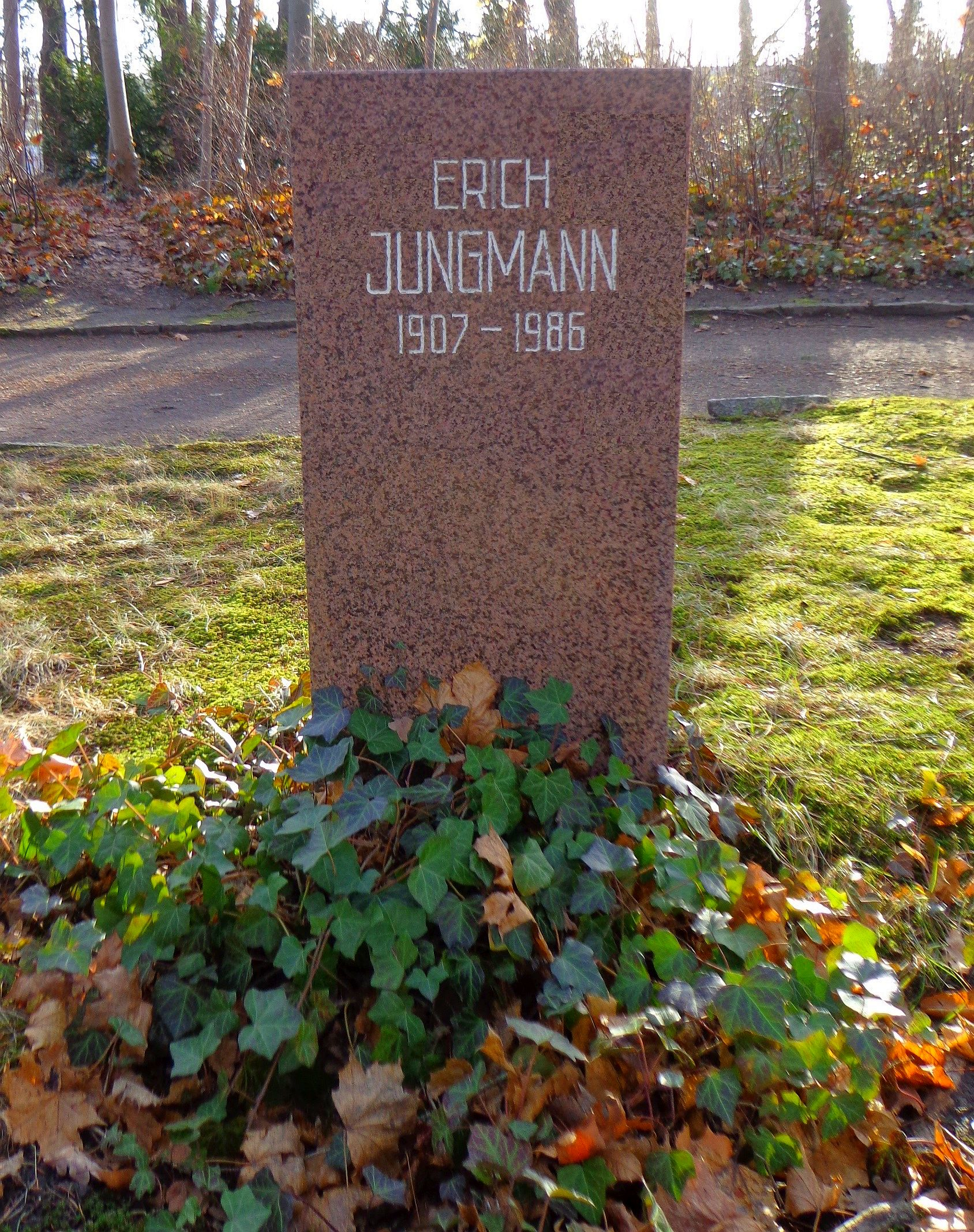
Grabstätte

Im November 1971 wurde Jungmann wieder in die SED aufgenommen. Zur selben Zeit wurde er Leiter des Auslandsenders Radio Berlin International und blieb bis 1976 Intendant des Senders. Zu einem früheren Zeitpunkt hatte er bereits die Leitung des Propagandasenders Deutscher Freiheitssender 904 innegehabt, der nach dem Verbot der Kommunistischen Partei in der Bundesrepublik vom Gebiet der DDR aus antiwestliche Programme in die Bundesrepublik ausstrahlte. 1959 erhielt er den Vaterländischen Verdienstorden in Bronze. 1977 wurde er mit dem Karl-Marx-Orden und 1982 mit dem Orden Stern der Völkerfreundschaft in Gold ausgezeichnet. Nach seinem Tod wurde Jungmanns Urne in der Grabanlage Pergolenweg des Berliner Zentralfriedhofs Friedrichsfelde bestattet.

## Nachlass
Jungmanns Nachlass lagert heute in der Stiftung Archiv der Parteien und Massenorganisationen der DDR (SAPMO) in Potsdam. Er besitzt einen Umfang von 0,75 laufenden Regalmetern und umfasst Materialien aus den Jahren 1915 bis 1986. Inhaltlich finden sich in ihm Materialien zur Biographie Jungmanns, Artikelmanuskripte, Korrespondenzen mit Familienangehörigen und politischen Freunden sowie Arbeitsmaterialien aus der beruflichen und politischen Tätigkeit.